# Sergio González Rodríguez
Sergio González Rodríguez (Ciudad de México, 26 de enero de 1950-Ib., 3 de abril de 2017) fue un periodista y escritor mexicano conocido especialmente por sus investigaciones sobre feminicidios en Ciudad Juárez. 
Desempeñó labores de crítico, narrador, ensayista, historiador de la literatura y guionista. Ha sido editor de libros y suplementos culturales así como profesor en estudios de postgrado. Su trabajo ha sido reconocido con diversos premios, tanto en su México natal como fuera, entre ellos España y Alemania. 
Además de su carrera de escritor, también en sus comienzos actuó como músico en un grupo de rock que formó con su hermano Pablo llamado "Enigma".
Falleció a los 67 años a causa de un infarto cerebral el lunes 3 de abril de 2017 en un hospital de la capital México.

## Actividad académica y artística.
En los años 80, aparca la música con su grupo de rock y se licencia en Letras Modernas en la Facultad de Filosofía y Letras de la Universidad Nacional Autónoma de México (UNAM) de 1978 a 1982.
Comenzó escribiendo en publicaciones estrictamente culturales, para ir ampliando su trabajo hacia otros campos relacionados con la cultura como la economía, la filosofía, la política y los estudios sobre la violencia desde los que dar cuenta de la realidad mexicana. 
Colaboró en 21 libros y ejerció simultáneamente diversas labores a lo largo de los años: 
- Después de graduarse, trabajó como Investigador en el Departamento de Estudios Históricos del Instituto Nacional de Antropología e Historia INAH. (1985-1988)

- Guionista de la serie histórica de televisión México, Siglo XX.
- Codirigió el documental "Nacional Dominical" junto a Roberto Diego Ortega.  (1986-1995)

- Coordinador de las Exposiciones del ONACULTA en la Muestra Multimedia “Asamblea de ciudades, la Ciudad de México 1920-1950’s” en el periodo (1990-1992)

- Becario del FONCA, de la Fundación Rockefeller en dos ocasiones; en el área de letras (1990-1991) y del Departamento de Historia de la Universidad Iberoamericana (1990-1999).
- Editor y fotógrafo de la revista de fotografía Luna Córnea. (1992-2002)
- En 1993 su guion para el documental Los bajos fondos, producido por la UNAM, ganó primer lugar en el tercer Festival y Muestra Nacional de Televisión y Video de las Instituciones de Enseñanza Superior en México.
- Profesor de estudios de posgrado en el Instituto de Investigaciones Doctor José María Luis Mora.

- Colaborador de la Revista de la Universidad de México y La Cultura en México (el suplemento de la revista Siempre!).
- Escribe a su vez para Letras Libres, Nexos e Ínsula (España)
- Ejerció junto a Roberto Diego Ortega de director de la publicación El Nacional Dominical.
- Tuvo a su cargo la edición de Viajes y ensayos, de Salvador Novo, FCE. (1997)
- Consejero editorial de la revista Biblioteca de México. (1993-2000)
- Fue miembro del Sistema Nacional de Creadores de Arte de México de (1996-2000).

## Carrera literaria
La evolución de Sergio como cronista de la realidad social mexicana comienza en 1993 cuando empieza a colaborar para el periódico Reforma, recién fundado, donde participó como editor y columnista del diario y de su revista cultural, El Ángel. También trabajó para el periódico La Jornada.

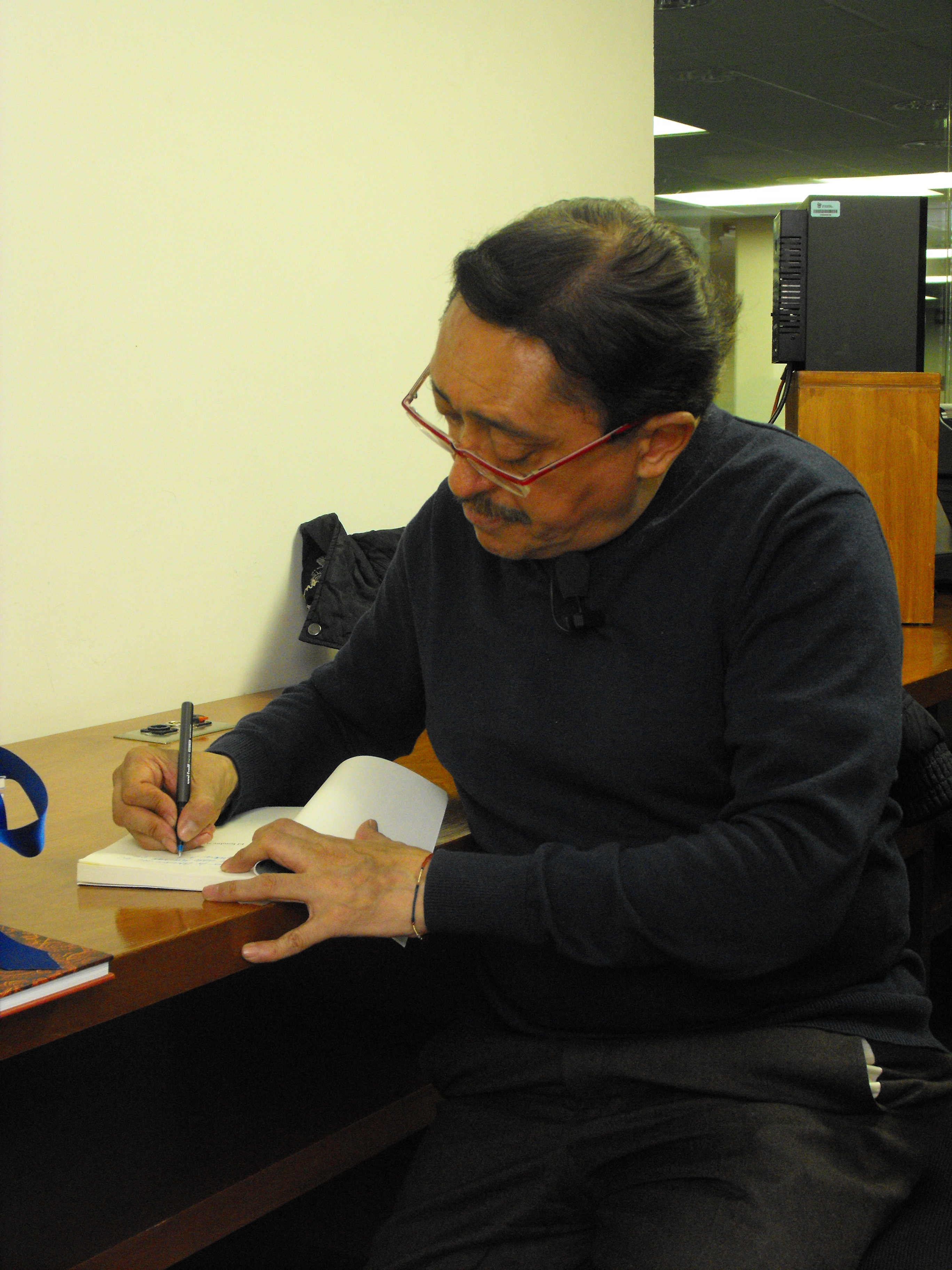
Sergio González Rodríguez, escritor mexicano.

González Rodríguez es más conocido por su trabajo de investigación acerca de los feminicidios en Ciudad Juárez en los años 90 .  En 1995 comenzó como reportero de investigación para el Reforma haciendo su primer viaje a la frontera norte. Allí quiere investigar el aumento de desapariciones y asesinatos de niñas y mujeres en la zona .
Será en el verano de 1999 cuando sus investigaciones comiencen a mostrar los nexos de unión con sectores policiales y políticos en los sucesos. En junio de ese mismo año sufrirá un secuestro exprés por parte de unos sicarios en México ciudad del que saldrá con vida pero con graves secuelas para el resto de su vida, entre ellos una cojera permanente y un coágulo en la cabeza del que deberá ser operado más adelante.
Tras este fatídico suceso, se cruza en su camino por una curiosa coincidencia del destino el escritor chileno Roberto Bolaño, que por aquel entonces se encontraba escribiendo una novela sobre los asesinatos de Ciudad Juárez. Así comienza una amistad entre Bolaño y él que hará que colaboren y compartan conocimientos, sobres los asesinatos en Ciudad Juárez que a ambos tanto les obsesionaban. Como escritores, ambos se enfrentaban al dilema ético de cómo representar una violencia tan explícita.
Por aquel entonces decidió emplear la extensa documentación elaborada durante sus investigaciones para escribir un libro. Todo ello desembocará en su aclamada obra Huesos en el desierto, un riguroso estudio realizado sobre el fenómeno de la violencia extrema que se vivía en Ciudad Juárez. El libro verá la luz de mano de la editorial española Anagrama en 2002.
Bolaño, que hasta el momento jamás había visitado Juárez, confiaba en González Rodríguez para mantenerse informado sobre los acontecimientos. La amistad resultó ser de un gran valor para Bolaño, que decidió hacerle un homenaje a Sergio introduciéndolo como personaje (a modo de antihéroe ) en su obra 2666, que fue publicada a título póstumo.
González, años después, también formará parte de otra novela. Esta vez del novelista español Javier Marias llamada La negra espalda del tiempo.
La serie de artículos sobre Ciudad Juárez sirvieron de base para su primer libro, Huesos en el desierto. Se publicó en 2002 y en él se mezclan estilos como el reportaje, la crónica y el ensayo todo ello desde el rigor y la reflexión profunda. González Rodríguez explica el asesinato de las mujeres en México por el machismo y a la misoginia. Este trabajo fue finalista en el Lettre Ulysses International Prize of Literary Reporting en Alemania y fue traducido al italiano y francés.
El mismo examen sobre la violencia contemporánea lo llevará a componer una trilogía completada con El hombre sin cabeza (2009) y Campo de guerra (2014) donde se analiza la violencia relacionada con las drogas y el papel de la política internacional. Las tesis de González giran en torno a la violencia estructural existente en México dentro del contexto de neoliberalismo global vigente.
En esa época, González ya había colaborado con las revistas mexicanas más relevantes. Sus columnas semanales eran influyentes, afiladas y temidas. Todos los años hacía una selección de libros, clasificada por géneros, sobria pero siempre con un par de líneas críticas. Como anécdota, en 2013 le concedió el Premio Hannah Arendt a la Banalidad Burocrática al penúltimo director de los servicios de inteligencia mexicanos por un libro sobre historia del narcotráfico que no lo entretuvo demasiado. 
Las posturas de González Rodríguez sobre el papel a desempeñar por los intelectuales en la sociedad eran claras: 
La tarea de los intelectuales ha de ser hablar de lo que otros silencian, lo que otros callan...No podemos callar ante estos hechos, ni tampoco podemos callar ante las carencias de nuestras Instituciones...Los intelectuales tienen que oponerse a la opresión, al ocultamiento, a todo aquello que es el dogmatismo ideológico que impide el desarrollo y la libertad de las personas...Tenemos que hacer todo lo posible para mejorar las condiciones de las mujeres, de los niños, de los desposeídos.

## Galardones y reconocimientos
- En 1992, fue finalista ex aequo del Premio Anagrama de Ensayo en Barcelona, con la obra El centauro en el paisaje. Doce años más tarde volverá a presentarse y ganará el certamen con su última obra, un estudio de la militarización de la política mexicana.

- En 1993 obtuvo el primer lugar como guionista de la categoría de vídeo documental por Los bajos fondos en el Tercer Festival y Muestra Nacional de Televisión y Video de las Instituciones de Enseñanza Superior en México.

- En 1995 recibió el Premio de Periodismo Cultural Fernando Benítez por Mujer de table-dance.
- El triángulo imperfecto (2003) fue finalista del Premio de Novela Antonin Artaud/México. En 2013, ganó el Premio Casa América Catalunya a la Libertad de Expresión en Iberoamérica.[11]

- Su ensayo titulado Huesos en el desierto sobre la violencia, el narcotráfico y los homicidios en serie contra mujeres en Ciudad Juárez (Chihuahua) fue finalista del Premio de Reportaje Literario Ulysses International Prize of Literary Reporting en Alemania 2003 en Alemania, y del Premio Herralde de Novela 2004.  Ha sido traducido al italiano y al francés.

- Premio Anagrama de Ensayo[12] por Campo de guerra en 2014.[13] Un tratado sobre los vínculos del narco y la política, las nuevas tecnologías y la pérdida de soberanía de su país ante EE. UU. El volumen premiado por Anagrama venía a completar un tríptico compuesto por la investigación periodística sobre Juárez (Huesos en el desierto, 2002) y otra inmersión en las profundidades de la violencia extrema mexicana, (El Hombre sin cabeza, 2009), sobre el fenómeno de las decapitaciones a manos del narco. En su último libro, el suceso que convulsionó política y emocionalmente al país en 2014, volvió a indagar en las causas y los procesos que hacen posible la extensión y el poder del crimen en México.

González eleva el foco para analizar la desaparición de los estudiantes en uno de los estados más pobres del país y con mayor implantación del narcotráfico. Sitúa el suceso en la lógica del “poder y el contrapoder del orden global”. Reparte –sin equidistancia– responsabilidades a EE. UU., a los dirigentes políticos de los muchachos y al frágil Estado de derecho mexicano, al que etiqueta como alegal. “Se habla de Estado fallido, de Estado joven. En realidad es un Estado que simula el respeto a la ley y que funciona de acuerdo a sus disfuncionalidades. Con índices de impunidad por encima del 90% y territorios enteros del país dominados por el crimen organizado, no podemos hablar de un Estado de derecho”.
- En la Feria Internacional del Libro de Guadalajara 2015, el mayor evento editorial en español, le concedió a González 2015 el Premio Nacional de Periodismo Cultural Fernando Benítez por su trayectoria.

## Obras publicadas

### Ensayo
- Los bajos fondos, el antro, la bohemia y el café (1988)[14]
- El centauro en el paisaje (1992)
- De sangre y de sol (2006)
- El mal de origen. Ensayo de metapolítica. (2012)[15]
- Campo de guerra (2014). Premio Anagrama de Ensayo, cierra su trilogía sobre la violencia en México y el mundo. El libro explora la tendencia geopolítica que aprovecha la inestabilidad social, los cárteles de la droga, la represión del Estado y el paramilitarismo para sentar las bases de un dominio integral a través del control, la vigilancia y el espionaje absoluto con el pretexto de combatir el terrorismo.

### Novela
- La noche oculta (1990)[16]
- El plan Schreber (2004)
- La pandilla cósmica (2005)[17]
- El vuelo (2008). Rafael Asunción Vizcaya es un traficante de cocaína del barrio La Merced y trabaja para El Señor, quien es comprador de droga en Panamá. El Señor debe transportar grandes cantidades de droga desde aquel país sureño, y para ello lleva miles de dólares, un nombre y un domicilio en un papel escritos a lápiz dentro de su pasaporte. Esta novela, que se nos presenta como desconcertante y onírica, es también una inmersión a los horrores y excesos de una época.
- Infecciosa (2010)[18] Asoma en la novela uno de los temas claves de su ejercicio periodístico y ensayístico, la violencia, a través de una mujer que no duda en hacer justicia por mano propia: “He trabajado de sirvienta, de niñera, de cuidadora de ancianos, de enfermera sin serlo, de vendedora de alfombras, de mesera, de ayudante en una peluquería. En todas partes se presentaba el típico fulano que quería propasarse. Bandidos abusivos, ¿no tienen nada mejor que hacer que molestar?. En una ocasión eché en reversa el coche, lo coloqué metros antes de donde un hombre estaba y lo atropellé. Poca, claro está. Sólo quería que se asustara, que viera que conmigo no se juega. Esa soy yo, el azote de los fulanos.”
- El artista adolescente que confundía el mundo con un cómic (2014).[19] Esta es una novela sobre la venganza y el poder de la imaginación. Sus personajes simbolizan una pugna generacional desde las obsesiones más íntimas cuya aventura encubre, como en cualquier persona, un secreto que determina los actos de la vida: un joven viajero, escritor de cuentos inescrutables y aspirante a creador de novelas gráficas; un librero de viejo; una muchacha que trabaja como doble de la modelo y actriz Paris Hilton; un ex guardaespaldas convertido en instructor de artes marciales; y una tríada de criminales de Hong Kong, protagonizan una trama de suspenso que proyecta la sombra del crimen y los negocios en el mundo actual.

### Crónicas
- Huesos en el desierto (2002). Esta crónica periodística indaga en los bárbaros asesinatos en serie cometidos en Ciudad Juárez, en el estado de Chihuahua, en la frontera de México con Estados Unidos. Crímenes repetidos año tras años, incluyendo niñas violadas y torturadas, cuyos cadáveres son arrojados al desierto. Un rastro de sangre que conduce a una trama de complicidades y silencios entre homicidas, policías, autoridades locales, ciudadanos prominentes y el gobierno de la República al más alto nivel. Un libro-denuncia de una realidad escalofriante.
- El hombre sin cabeza (2009). El autor estudia el clímax de la violencia en el mundo contemporáneo. Las decapitaciones que realizan los sicarios del tráfico de drogas en México, o los fundamentalistas musulmanes. Los fenómenos de brujería, los sacrificios humanos vinculados a los traficantes de drogas y el uso de los cuerpos de las víctimas con mensajes crueles de gran alcance. También la emergencia de un culto criminal como el de la Santa Muerte.
- Los 43 de Iguala (2014).[20] Crónica-ensayo, bien documentado, en memoria de los 43 estudiantes de Ayotzinapa desaparecidos por policías y delincuentes en Iguala, Guerrero, la noche del 26 de septiembre de 2014. Aquí volvió a indagar en las causas y los procesos que hacen posible la extensión y el poder del crimen en México.[21] Según el gobierno mexicano, los jóvenes fueron secuestrados y sufrieron golpes y torturas antes de ser asesinados; sus cuerpos fueron incinerados por los criminales. Se encuentran evidencias de la intervención de policías federales y militares en el crimen.
- El robo del siglo (2015). El nombre de Zhenli Ye Gon ha sido toda una controversia mediática. Conocido también como "el rey del tráfico ilegal de efedrina", este hombre es considerado uno de los narcotraficantes más ricos y conocidos de la última década. En este reportaje novelado se narra el inicio, sus nexos y el manejo en el ambiente político mexicano, así como el acontecimiento que da nombre al libro, el decomiso que la policía federal mexicana hizo al empresario chino por 205 millones de dólares que resguardaba en fajos de billetes en un compartimento secreto de su casa en Las Lomas de Chapultepec.

### Antologías y recopilaciones
- Los amorosos : relatos eróticos mexicanos.[22] VV.AA. Selección y prólogo de Sergio González Rodríguez.  México, D. F.: Cal y Arena (1993).
- El triángulo imperfecto (2003). Finalista del Premio de Novela Antonin Artaud en México. La violencia, el espíritu, el secreto y el sexo son los temas que intercambian las tres novelas reunidas en esta obra: La noche oculta; El momento preciso; Luna, luna. A partir de un principio claro de contigüidad entre una y otras, González Rodríguez construyó una aproximación al paisaje imaginario que entrelaza el mundo real con los fantasmas indecibles de que se nutre cada uno de nosotros. En su zigzag de historias y voces narrativas, accede al sentido profundo de la literatura que prefigura la realidad hasta transformarla: allí donde la ironía, lo trágico, las anomalías, la perversión, lo conjetural, el deletreo de lo inaudito y la belleza se justifican por sí mismos.

### Literatura infantil
- El sendero de los gatos: el joven Esteban de Ordaz en la Ciudad de México en 1691 (1994). "Durante la noche, había soñado que un hechicero indio me transmitía poderes mágicos: podía volar alrededor de las cimas de los volcanes Popocatépetl e Iztaccíhuatl... Las cosas me obedecerían de ahora en adelante. O por lo menos una buena parte de ellas: ese día cumplía doce años de edad, un 1° de octubre de 1691."

### Como prologuista
- Herrera Cruz, Ignacio. Ridley Scott: la transparente visualidad del cine[23] (2012) Prólogo de Sergio González Rodríguez.
- Van Nierop-Seipgens, Arsène.  Un grito de socorro desde Juárez: Crónica de un asesinato impune[24] (2014) Prólogo de Sergio González Rodríguez.
- VV.AA. El silencio de los cuerpos: relatos sobre feminicidios[25] (2015) Prólogo de Sergio González Rodríguez.

### Como editor
- Viajes y Ensayos de Salvador Novo (1994)

#### Obras en inglés
- Femicide Machine (2012). Un manifiesto, una cruda reivindicación de lo poco que se ha hecho	para resolver los casos de desapariciones abiertos y para atender las demandas de los familiares de las víctimas desaparecidas.
- Extreme violence as spectacle: I within (2014) Es un texto escrito para la bienal celebrada ese año en el Whitney Museum de Nueva York. El segundo que publica con la editorial estadounidense Semiotext(e).
- The Sorrows of Mexico. Maclehose Press[26] (2016). Obra coral prologada por Elena Poniatowska[27] que agrupa los trabajos de los siete periodistas más destacados del momento en México. Diego Enrique Osorno and Juan Villoro narran historias sobre prostitución juvenil y sobre los niños y niñas de la calle en México. Anabel Hernández and Emiliano Ruiz Parra investigan el caso de la desaparición de 43 estudiantes y el asesinato de un abogado. Sergio González Rodríguez and Marcela Turati diseccionan el impacto de la violencia de las víctimas y su efecto sobre quienes dejan detrás. Lydia Cacho contribuye narrando la experiencia del vivir bajo amenaza de muerte constante y diaria. Son relatos sobre el coraje y la valentía de oponerse a la violencia y la corrupción que eliminan los márgenes de la democracia. Publicación que ha recibido el apoyo del Arts Programme y PEN[28] Promotes.
- The Iguala 43: The Truth and Challenge of Mexico's Disappeared Students (2017)